# Bogusław, Tỉnh West Pomeranian
Bogusław [bɔˈɡuswaf] (trước đây là Batzlow của Đức) là một ngôi làng thuộc khu hành chính của Gmina Dębno, thuộc quận Myślibórz, West Pomeranian Voivodeship, ở phía tây bắc Ba Lan. Nó nằm khoảng 7 kilômét (4 mi) phía đông nam Dębno, 29 km (18 mi) phía nam Myślibórz và 82 km (51 mi) phía nam thủ đô khu vực Szczecin.
Ngôi làng có dân số 266 người.